# 合同廳舍
合同廳舍（日语：／ gōdō chōsha */?）是日本行政機關、裁判所（法院）或都道府縣機關所轄之多種不同業務部門合署辦公的大樓（廳舍）。此舉可提升民眾便利性、強化公務效率、促進土地高度利用、精簡建築經費。
廳舍內部多以樓層為單位供各組織使用，同一單位可能涵蓋多層。而業務相關的機關單位則有可能入駐同層。

## 中央合同廳舍

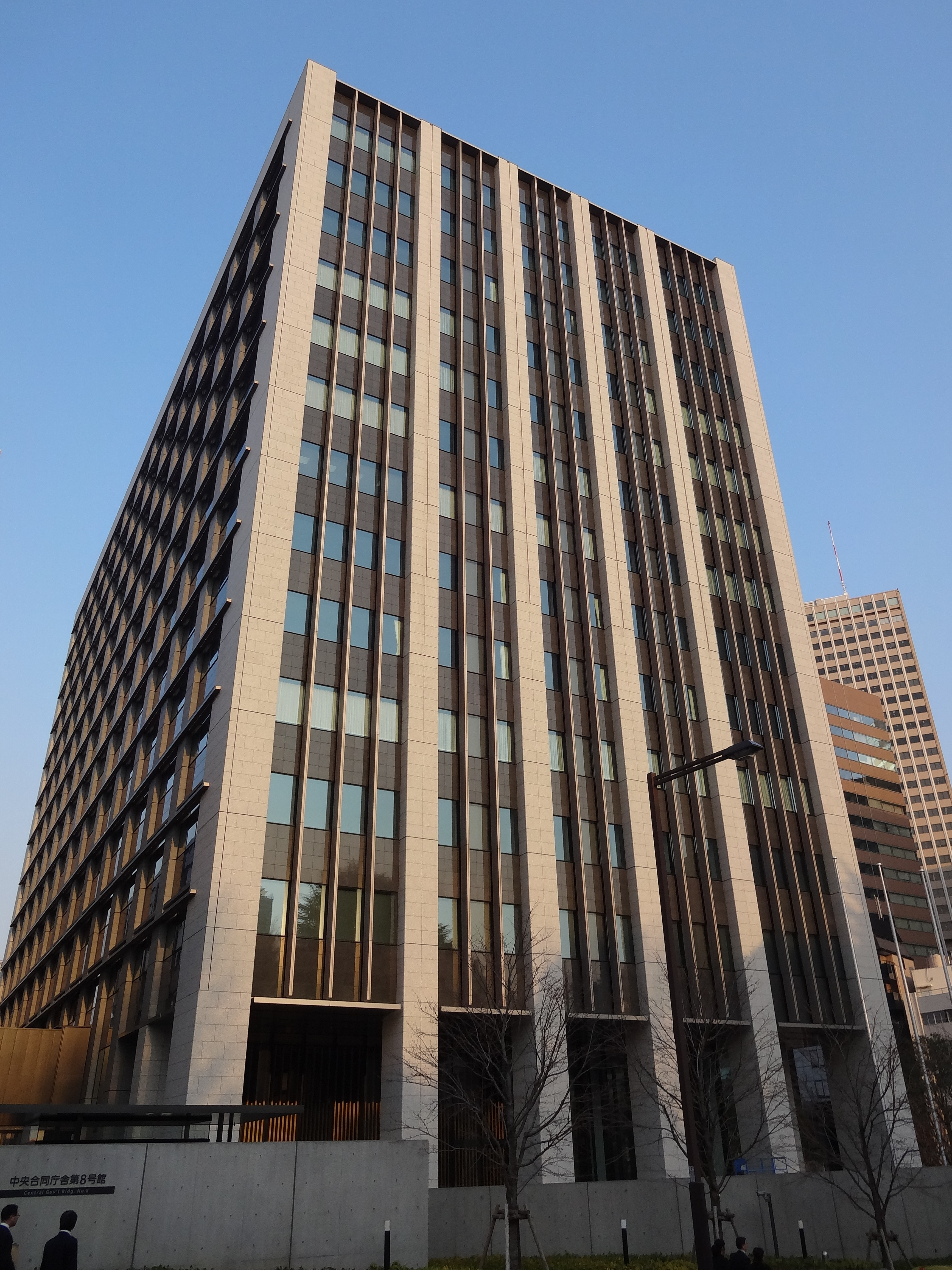
中央合同廳舍第8號館

中央合同廳舍（日语：／）是日本中央省廳聚集的中央官衙地區，為了有效與高度利用土地、精簡建設費用而整併各機關設施的合同廳舍群。現有8棟中央合同廳舍，均位於東京都千代田區霞關（霞關團地）。
所有中央合同廳舍皆以「中央合同廳舍第某號館」稱之。
中央合同廳舍的整備（設計、建設、改建）依據官公廳設施建設法 (日語：官公庁施設の建設等に関する法律，以下簡稱「官公法」) 第10條，由國土交通省大臣官房官廳營繕部負責。
此外，依據國有財產法第5條之2，各廳舍之管理（維護管理、保全、小規模修繕）由指定機關負責，國土交通省依據官公法第13條進行指導。
目前仍有財務省、外務省、經濟產業省、1989年改建的特許廳、以及防卫省尚未進駐合同廳舍，而是在各自的單獨廳舍（特許廳位於特許廳綜合廳舍，防衛省本部位於防衛省市谷地區）。
- 第1號館 - 農林水產省、林野廳、水產廳。地上8層地下1層。1954年竣工的首棟中央合同廳舍。入駐單位為管理第一級產業的省廳。
- 第2號館 - 總務省、消防廳、國家公安委員會、警察廳、國土交通省、運輸安全委員會、海難審判所（日语：海難審判所）。原內務省廳舍由原自治省、警察廳、人事院使用，但因建物老化，於1997年至2000年進行改建，現為地上21層地下4層的摩天大樓。進駐單位多為舊內務省相關機關。
- 第3號館 - 國土交通省、海上保安廳、觀光廳。地上11層地下2層。1963年竣工，是日本最大的隔震加固工程。
- 第4號館 - 內閣府、內閣法制局。地上12層地下2層。1971年竣工。
- 第5號館（日语：中央合同庁舎第5号館） - 厚生勞動省、環境省、內閣府防災擔當政策統括官（中央災害對策本部（日语：災害対策本部））。地上26層地下3層。1983年竣工。中央合同廳舍第一座摩天大樓。別館有人事院進駐。
- 第6號館（日语：中央合同庁舎第6号館） - 法務省、最高檢察廳（日语：最高検察庁）、東京高等檢察廳（日语：東京高等検察庁）、東京地方檢察廳（日语：東京地方検察庁）、東京區檢察廳（日语：東京区検察庁）、公正取引委員會（公平交易委員會）、東京家庭裁判所、東京地方裁判所。分為地上21層地下4層的A棟（1990年竣工）、地上20層的B、C棟（1994年竣工）、以及稱作“紅磚棟”（赤れんが棟）的法務省舊本館4棟。A、B棟因司法機關聚集，又稱「法務檢察合同廳舍」，C棟又稱東京家庭、簡易裁判所合同廳舍（日语：東京家庭・簡易裁判所合同庁舎）。
- 第7號館（日语：中央合同庁舎第7号館） - 文部科學省、會計檢查院、金融廳等。分為地上33層地下2層的東館與地上38層地下3層的西館。首度採用民間融資提案（英语：Private finance initiative）（PFI）的中央合同廳舍，民間活用區域稱「霞關Common Gate（日语：霞が関コモンゲート）」。
- 第8號館（日语：中央合同庁舎第8号館） - 內閣官房、內閣府（大臣官房（總務課）、政策統括官（日语：政策統括官）（防災擔當））[5]。與第7號館一樣採用PFI模式建造的廳舍。地上14層地下4層，較第7號館小[6]。本廳舍由清水建設團隊得標[7]，並於2014年3月竣工。

## 地方合同廳舍
地方合同廳舍（日语：／）是聚集各省廳地方支分部局的廳舍。由於各省廳多在同都市（都道府縣廳所在地與據點港灣都市等）設置地方支分部局，因此多採用合同廳舍。
地方合同廳舍的整備 (設計、建設、改建)依據官公法第10條由國土交通省地方整備局營繕部負責。
此外，依據國有財產法第5條之2，各廳舍之管理（維護管理、保全、小規模修繕）由指定機關負責，地方整備局依據官公法第13條進行指導。
有少数合同厅舍不仅有中央政府各省厅的支分部局入住，同时还有都道府县和/或市区町村的机构同时入住。例如东京都千代田区的九段第3合同厅舍就由东京都千代田区役所和总务省关东综合通信局、財務省会計中心、厚生劳动省东京劳动局及关东信越厚生局麻药取締部等支分部局共享，东京都世田谷区的世田谷合同厅舍则同时有東京国税局世田谷税務署、
東京法務局世田谷出張所（中央政府支分部局）、世田谷都税事務所（都道府县）和世田谷保健福祉中心（市区町村）等共享。

## 裁判所（法院）合同廳舍
日本有許多高等裁判所（本廳、支部）、地方裁判所（本廳、支部）、家庭裁判所（本廳、支部）、簡易裁判所、檢察審查會一同進駐合同廳舍的實例。為了司法權的獨立、司法的中立性與廉潔性，司法機關的辦公廳舍大多獨立於其他機關。
- 東京高等、地方、簡易裁判所合同廳舍（日语：東京高等・地方・簡易裁判所合同庁舎） - 東京高等裁判所本廳、知的財產高等裁判所（日语：知的財産高等裁判所）、東京地方裁判所本廳、東京簡易裁判所本廳（刑事部）、東京第一～第六檢察審查會。
- 東京家庭、簡易裁判所合同廳舍（日语：東京家庭・簡易裁判所合同庁舎）（中央合同廳舍第6號館（日语：中央合同庁舎第6号館）C棟） - 東京地方裁判所本廳（民事第8部、民事第20部）、東京家庭裁判所本廳、東京簡易裁判所（民事部、事務部）。
- 大阪高等、地方、簡易裁判所合同廳舍 - 大阪高等裁判所本廳、大阪地方裁判所（日语：大阪地方裁判所）本廳、大阪簡易裁判所（日语：大阪簡易裁判所）、大阪第一～第四檢察審查會。
- 名古屋高等、地方裁判所合同廳舍 - 名古屋高等裁判所本廳、名古屋地方裁判所（日语：名古屋地方裁判所）本廳、名古屋第一～第二檢察審查會。
- 名古屋家庭、簡易裁判所合同廳舍 - 名古屋家庭裁判所（日语：名古屋家庭裁判所）本廳、名古屋簡易裁判所（日语：名古屋簡易裁判所）。
- 廣島高等、地方、簡易裁判所合同廳舍 - 廣島高等裁判所本廳、廣島地方裁判所（日语：広島地方裁判所）本廳、廣島簡易裁判所（日语：広島簡易裁判所）、廣島第一～第二檢察審查會。
- 福岡高等、地方、簡易裁判所合同廳舍 - 福岡高等裁判所本廳、福岡地方裁判所（日语：福岡地方裁判所）本廳、福岡簡易裁判所（日语：福岡簡易裁判所）、福岡第一～第二檢察審查會。
- 仙台高等、地方、簡易裁判所合同廳舍（日语：仙台高等・地方・簡易裁判所合同庁舎） - 仙台高等裁判所本廳、仙臺地方裁判所本廳、仙台簡易裁判所（日语：仙台簡易裁判所）（刑事部）、仙台檢察審查會。
- 仙台家庭簡易裁判所合同廳舍 - 仙台家庭裁判所（日语：仙台家庭裁判所）本廳、仙台簡易裁判所（日语：仙台簡易裁判所）（民事部）。
- 札幌高等、地方裁判所合同廳舍（日语：札幌高等・地方裁判所合同庁舎） - 札幌高等裁判所本廳、札幌地方裁判所本廳、札幌檢察審查會。
- 札幌家裁、札幌簡裁合同廳舍 - 札幌家庭裁判所（日语：札幌家庭裁判所）本廳、札幌簡易裁判所（日语：札幌簡易裁判所）。
- 高松高等、地方裁判所合同廳舍 - 高松高等裁判所本廳、高松地方裁判所（日语：高松地方裁判所）本廳、高松檢察審查會。
- 高松家庭、簡易裁判所合同廳舍 - 高松家庭裁判所（日语：高松家庭裁判所）本廳、高松簡易裁判所（日语：高松簡易裁判所）。

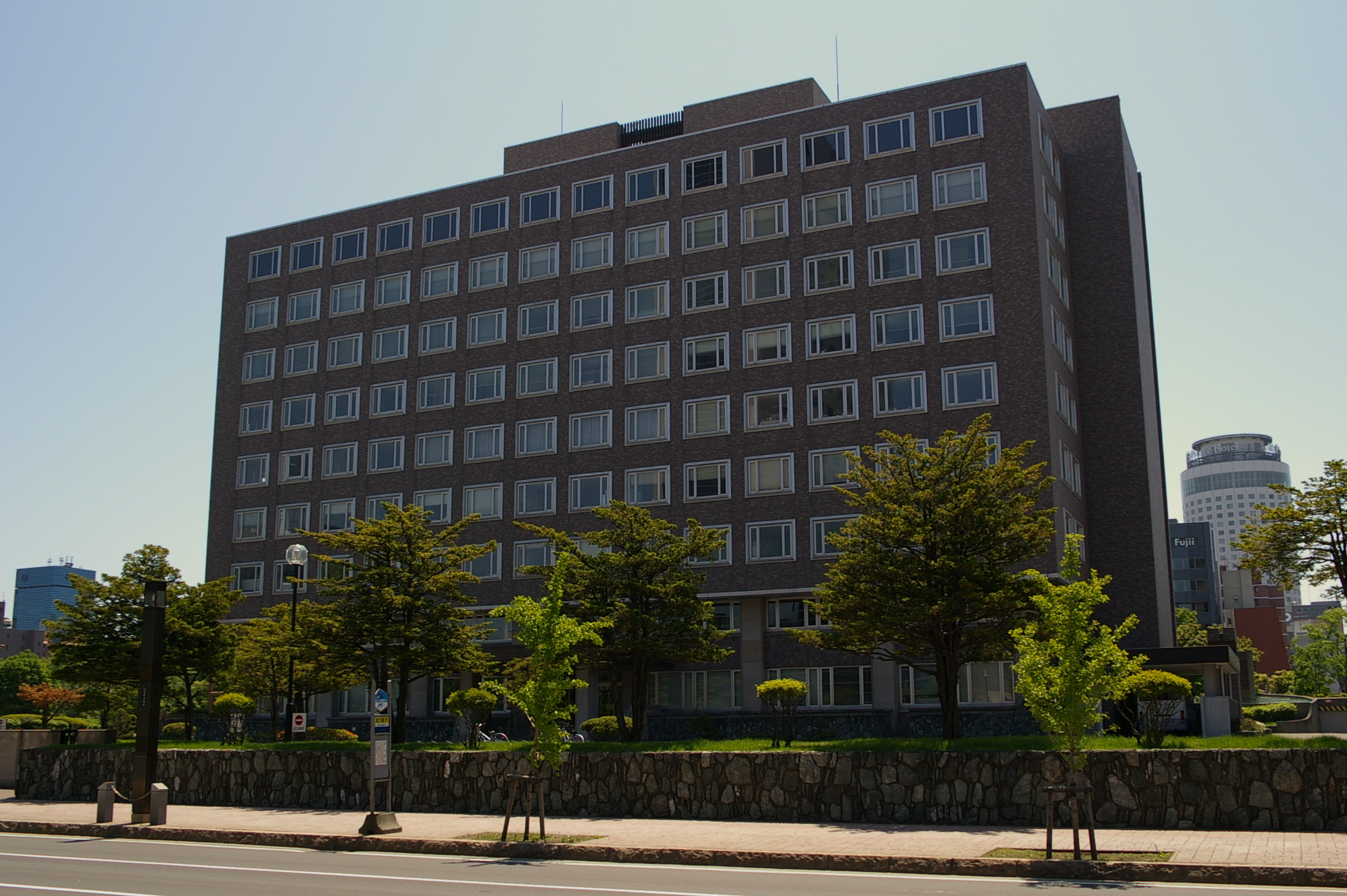
札幌高等地方裁判所合同廳舍
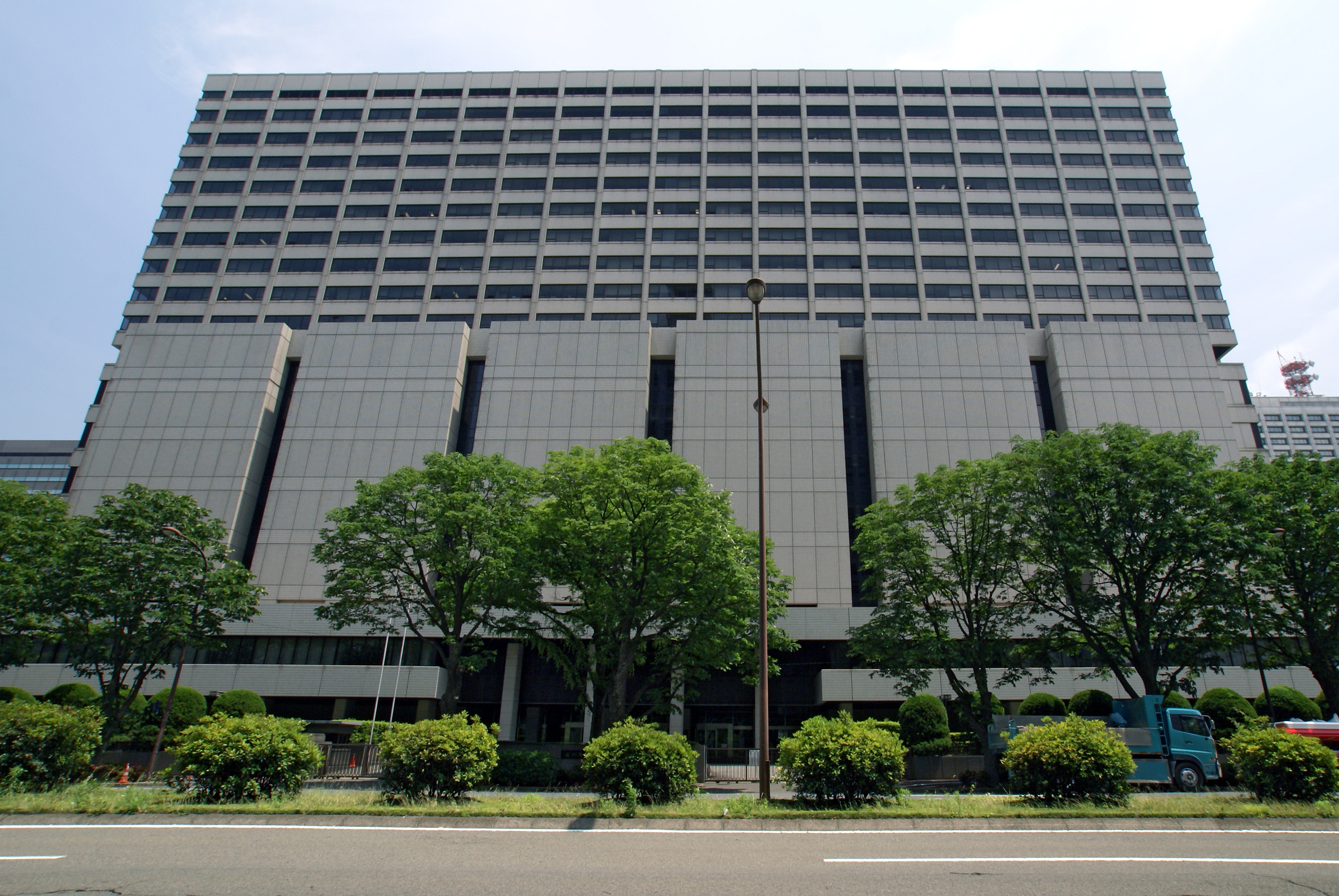
東京高等、地方、簡易裁判所合同廳舍
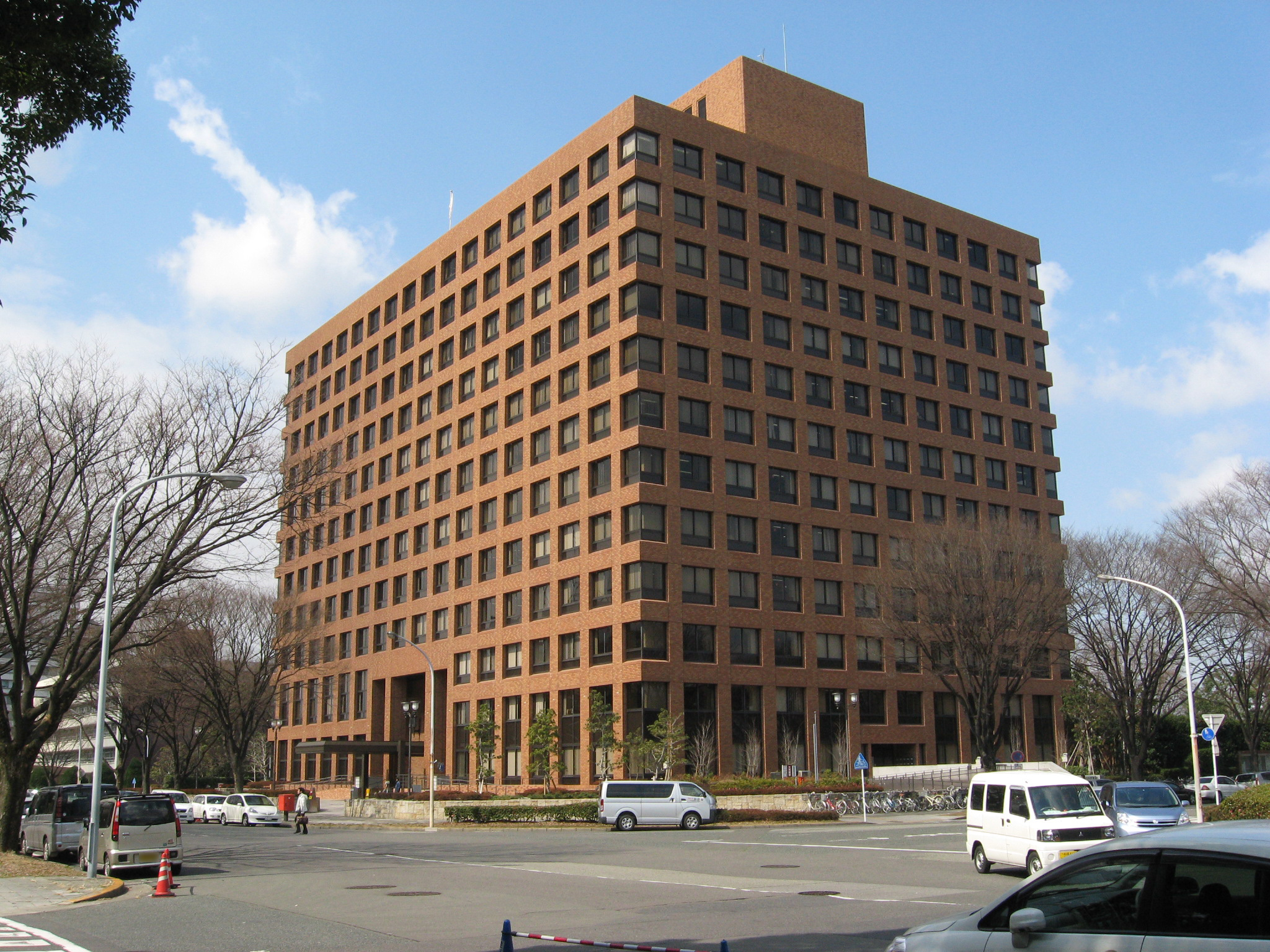
名古屋高等、地方裁判所合同廳舍
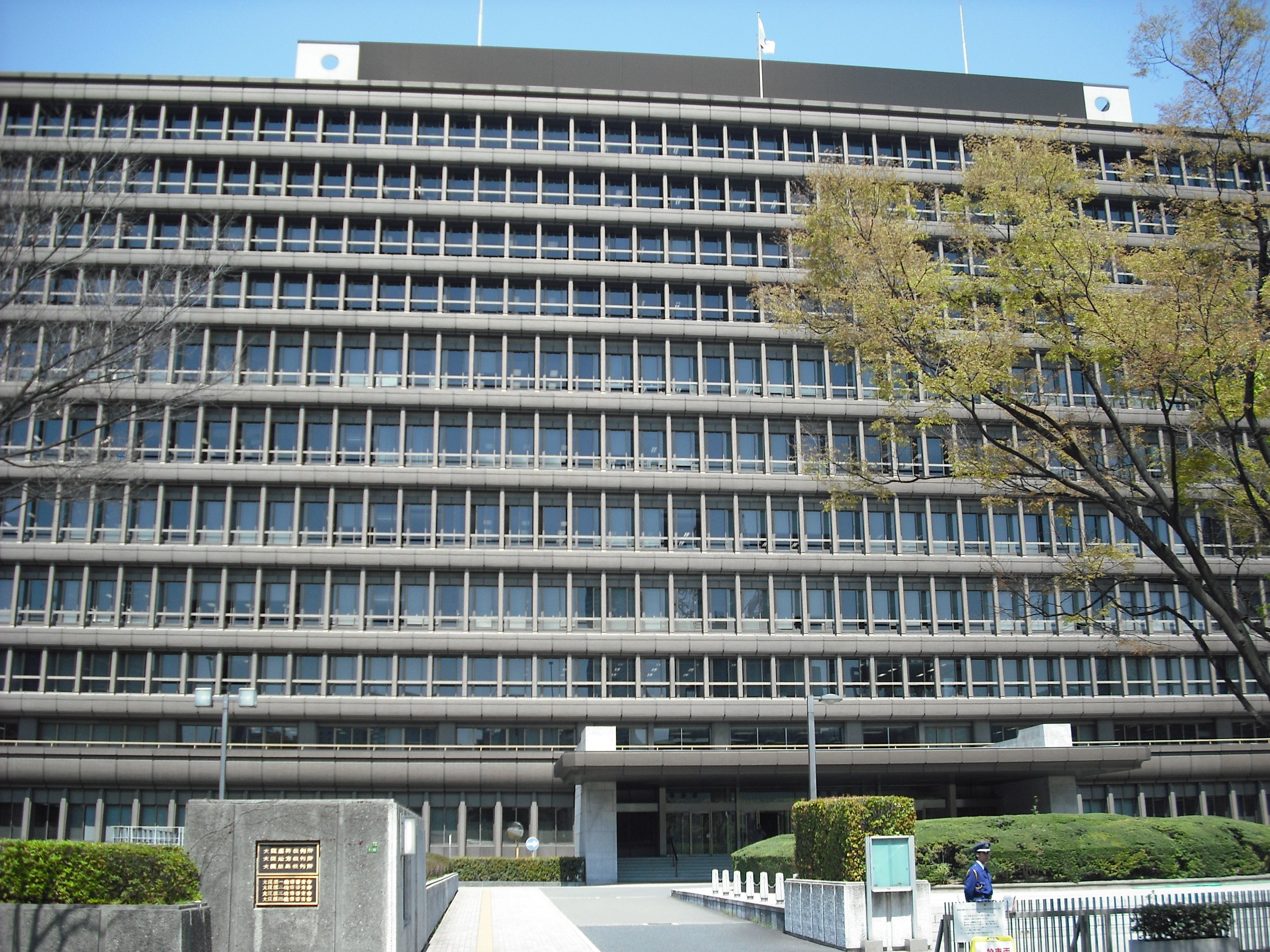
大阪高等、地方、簡易裁判所合同廳舍本館
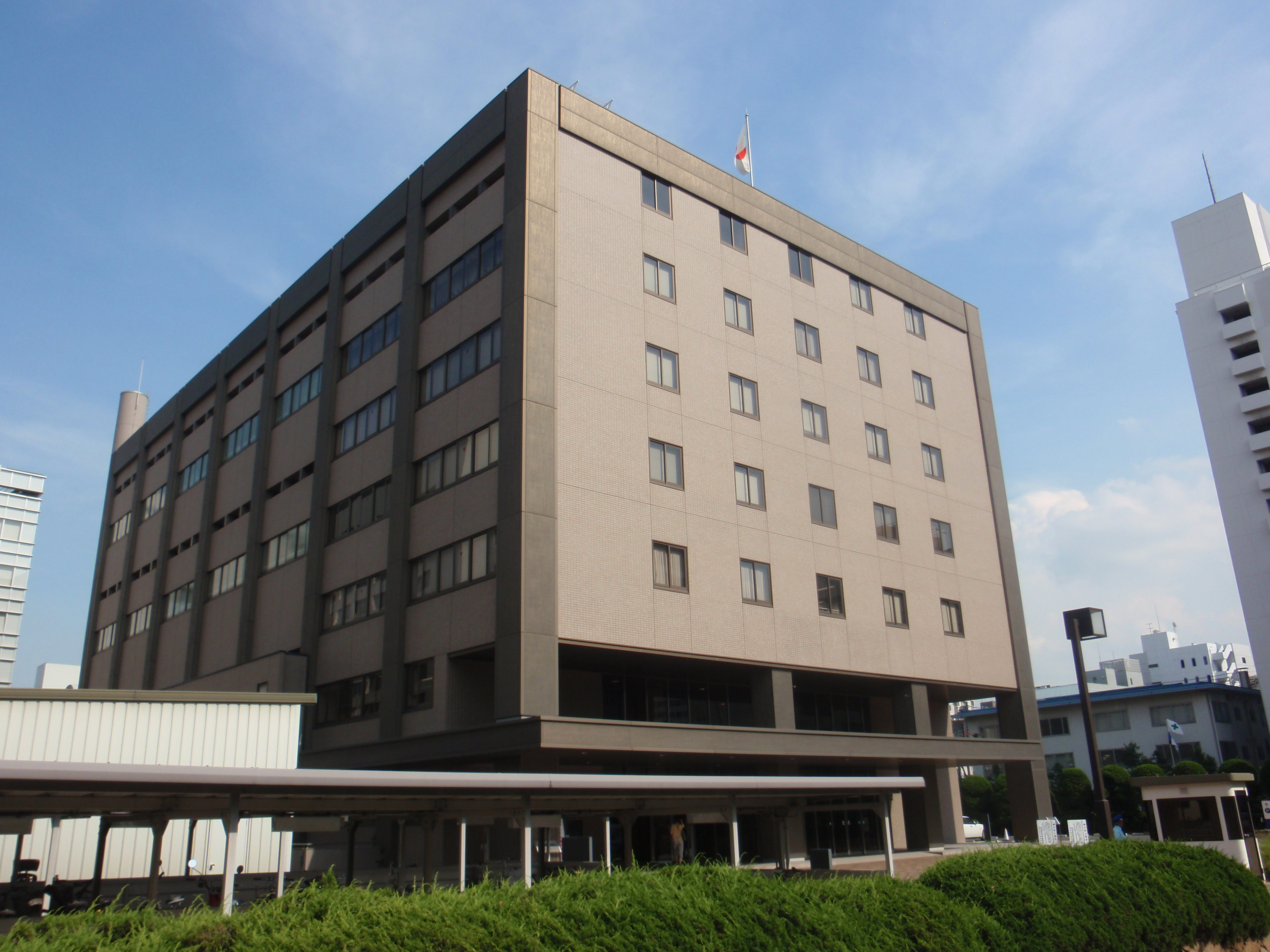
高松高等、地方裁判所合同廳舍

## 都道府縣合同廳舍
都道府縣各部局派出機關進駐的廳舍也稱「合同廳舍」（或稱「總合廳舍」）。

## 台灣日治時期合同廳舍
台灣在日治時期也在一些城市設置合同廳舍，目前僅有基隆港合同廳舍與花蓮港合同廳舍仍作為行政辦公大樓使用，而新竹合同廳舍則還有新竹市消防局中山分隊駐守。
- 基隆港合同廳舍（基隆市歷史建築）
- 新竹合同廳舍（新竹市歷史建築）
- 虎尾合同廳舍（雲林縣歷史建築）
- 台南合同廳舍（台南市市定古蹟）
- 花蓮港合同廳舍

## 外部連結
- 官廳營繕（國土交通省官廳營繕部）（页面存档备份，存于）